# Llista de Saqqara
La llista de Saqqara és una llista de faraons de l'antic Egipte que es va trobar a la tomba de l'escriba reial Thuneri, a Saqqara.
La llista tenia 58 cartutxos però només se'n conserven 47, que van des d'Anedjib de la dinastia I fins a Ramsès II. Els noms dels reis del segon període entremig no hi figuren.